# Sirnasari (Sariwangi)
Sirnasari is een bestuurslaag in het regentschap Tasikmalaya van de provincie West-Java, Indonesië. Sirnasari telt 4574 inwoners (volkstelling 2010).